# Гай Стертіній Максим
Гай Стертіній Максим (лат. Gaius Stertinius Maximus) — політичний діяч, сенатор часів ранньої Римської імперії, консул-суффект 23 року.
Походив з роду нобілів Стертініїв. Народився в Асті Помпеї, першим з свого роду дійшов до вищого щаблю римської магістратури. Взагалі про нього залишилось мало відомостей. 23 року став консулом-суффектом замість ординарного консула Гая Антістія Вета. Про подальшу долю нічого невідомо.